# Discografia de Thalía
A discografia de Thalía, uma cantora pop mexicana, consiste de dezessete álbuns de estúdio, dois álbuns ao vivo e setenta singles. Após sair da banda Timbiriche em 1989, Thalía lançou seu autointitulado primeiro álbum solo em 1990 pela Fonovisa Records. Apesar das polêmicas geradas pelos singles "Un Pacto Entre los Dos", acusado de promover o satanismo por grupos de extrema-direita, e "Saliva", censurado pelas rádios mexicanas devido a seu toer sexual, o álbum recebeu disco de ouro duplo no México e o segundo single recebeu disco de ouro na Espanha. A cantora lançou mais dois álbuns sob o mesmo selo nos anos seguintes: Mundo de Cristal em 1991 e Love em 1992; este último, impulsionado pelo sucesso da novela María Mercedes, vendeu mais de 500.000 cópias no México.
Em 1994, Thalía assinou com a EMI e lançou seu quarto álbum de estúdio, En Éxtasis, no ano seguinte. O álbum tornou-se o maior sucesso de vendas da cantora até então e o seu primeiro a atingir 1 milhão de cópias vendidas. A partir do lançamento do disco, a cantora conseguiu criar uma sólida base de fãs em países geralmente resistentes à cultura hispânica, como o Brasil, onde o álbum recebeu o disco de ouro, transformando Thalía na cantora mexicana mais bem sucedida de todos os tempos. No mesmo ano, a cantora lançou um disco em tagalo, Nandito Ako, que vendeu 40.000 cópias apenas na semana de seu lançamento nas Filipinas. Seu álbum seguinte, Amor a la mexicana (1997), foi ainda mais bem sucedido a nível mundial, transformando Thalía numa grande estrela do pop latino.
Durante a década de 2000, Thalía lançou os álbuns Arrasando e Thalía, ambos certificados com disco duplo de platina nos EUA. Em 2003, lançou seu primeiro disco em inglês, Thalía, que obteve sucesso moderado, o single de estreia "I Want You" é até hoje seu único top 30 na Hot 100 da Billboard. Em 2005, lançou o bem sucedido El Sexto Sentido. Após um hiato de três anos devido à maternidade, retornou à cena musical com Lunada. A divulgação do álbum foi cancelada devido ao fato da cantora ter descoberto estar com doença de Lyme e, com as vendas aquém do esperado, ela acabou tendo seu contrato com a EMI rescindido. No ano seguinte, no entanto, ela se juntou à Sony Music e lançou seu primeiro álbum ao vivo, Primera Fila, que se tornou um de seus álbuns mais vendidos no mundo, com cerca de 1,5 milhões de cópias. Nos anos seguintes ela lançou Habitame Siempre (2012), Viva Kids (2014), Amore Mio (2014), Latina (2016), Valiente (2018) e Desamorfosis (2021).
Os singles de Thalía tornaram-se hits em três décadas diferentes. Entre suas canções mais conhecidas mundialmente estão "Piel Morena", "Amor a la Mexicana" (que conquistou um disco de ouro na França), "Entre El Mar Y Una Estrella", "Arrasando", "Tú y yo", "No me enseñaste", "Cerca De Ti", "Desde esa noche" e "No me acuerdo", algumas dessas canções são consideradas clássicos do pop latino. Em 2006, ela recebeu um disco de diamante pela sua então gravadora EMI por ter vendido mais de 10 milhões de cópias de discos com a companhia (a soma total superava 15 milhões no mundo). Até 2008, ela tinha vendido 1.375.000 cópias apenas nos Estados Unidos. Após mais de trinta anos de carreira solo, Thalía é uma das cantoras latinas mais bem sucedidas de todos os tempos, tendo vendido mais de 25 milhões de álbuns e singles no mundo.

## Álbuns

### Álbuns de estúdio
| Ano                                                                            | Título             | Melhor Posição | Melhor Posição | Melhor Posição | Melhor Posição | Melhor Posição | Melhor Posição | Melhor Posição | Melhor Posição | Melhor Posição | Melhor Posição | Certificações | Vendas                          |
| Ano                                                                            | Título             | MEX            | ESP            | EUA            | EUA Latin      | EUA Latin Pop  | GRE (Intern.)  | HUN            | JAP            | RC             | SWI            | Certificações | Vendas                          |
| ------------------------------------------------------------------------------ | ------------------ | -------------- | -------------- | -------------- | -------------- | -------------- | -------------- | -------------- | -------------- | -------------- | -------------- | --- | ------------------------------- |
| 1990                                                                           | Thalía             | —              | —              | —              | —              | —              | —              | —              | —              | —              | —              | - :AMPROFON: 2× Ouro                                                                                               | - : 200.000                     |
| 1991                                                                           | Mundo de Cristal   | —              | —              | —              | —              | —              | —              | —              | —              | —              | —              | - :AMPROFON: 2× Ouro                                                                                               | - : 200.000                     |
| 1992                                                                           | Love               | —              | —              | —              | —              | 15             | —              | —              | —              | —              | —              | - :AMPROFON: Platina + Ouro                                                                                        | - : 500.000                     |
| 1995                                                                           | En Éxtasis         | —              | —              | —              | 13             | 7              | 5              | 7              | —              | —              | —              | - :AMPROFON: 2× Ouro - :RIAA: 2× Platina (Latino)                                                                  | - 2.000.000 - 220.000 - 300,000 |
| 1997                                                                           | Amor a la mexicana | —              | 22             | —              | 6              | 2              | 3              | 4              | —              | —              | —              | - :IFPI Grécia: Ouro - :AMPROFON: Ouro - :Promusicae: 2× Platina - :RIAA: 2× Platina (Latino)                      | - 2.000.000 - : 140.000         |
| 2000                                                                           | Arrasando          | —              | 3              | —              | 4              | 1              | 1              | 5              | —              | —              | 41             | - :AMPROFON: Platina - :IFPI Grécia: Ouro - :MAHASZ: Platina - :RIAA: 2× Platina (Latin) - :Promusicae: 2× Platina | - 2,000,000 - 250,000 - 200,000 |
| 2002                                                                           | Thalía             | —              | 22             | 126            | 1              | 1              | 1              | —              | —              | 9              | 30             | - :AMPROFON: Ouro - :Promusicae: Ouro - :RIAA: 2× Platina (Latin)                                                  | - 800,000 - 170,000             |
| 2003                                                                           | Thalía             | —              | —              | 11             | 1              | 1              | 3              | —              | 10             | 27             | —              | - :AMPROFON: Ouro - :Oricon: Ouro                                                                                  | - 750,000 - 196,000             |
| 2005                                                                           | El Sexto Sentido   | 2              | 41             | 63             | 3              | 2              | 5              | —              | 63             | —              | —              | - :AMPROFON: Ouro - :RIAA: 2× Platina (Latin)                                                                      | - 1,000,000                     |
| 2008                                                                           | Lunada             | 8              | —              | —              | 10             | 4              | —              | —              | —              | —              | —              | | - 250,000 - 14,000              |
| 2012                                                                           | Habitame Siempre   | 1              | 26             | —              | 1              | 1              | —              | —              | —              | —              | —              | - :AMPROFON: 4× Platina - :RIAA: Ouro (Latin)                                                                      | - 500,000                       |
| 2014                                                                           | Viva Kids Vol. 1   | 1              | —              | —              | —              | —              | —              | —              | —              | —              | —              | |                                 |
| 2014                                                                           | Amore Mio          | 1              | 55             | 173            | 1              | 1              | —              | —              | —              | —              | —              | - :AMPROFON: Ouro                                                                                                  |                                 |
| 2016                                                                           | Latina             | 4              | 17             | —              | 1              | 1              | 53             | —              | —              | —              | —              | - :AMPROFON: Platina - :RIAA: Platina                                                                              |                                 |
| 2018                                                                           | Valiente           | 2              | —              | —              | 1              | 1              | 7              | —              | —              | 7              | 1              | - :RIAA: 2× Platina - :AMPROFON: Ouro                                                                              |                                 |
| 2020                                                                           | Viva Kids Vol. 2   | 1              | —              | —              | —              | —              | —              | —              | —              | —              | —              | |                                 |
| 2021                                                                           | desAMORfosis       | —              | —              | —              | —              | —              | —              | —              | —              | —              | —              | |                                 |
| 2023                                                                           | Thalía's Mixtape   | —              | —              | —              | —              | —              | —              | —              | —              | —              | —              | |                                 |
| "—" denota títulos que não entraram nas paradas ou não foram lançados no país. |                    |                |                |                |                |                |                |                |                |                |                | |                                 |

### Compilações
| Ano  | Título                                | Melhor Posição | Melhor Posição | Melhor Posição | Melhor Posição | Melhor Posição | Melhor Posição | Melhor Posição | Certificações                                                        |
| Ano  | Título                                | MEX            | ESP            | EUA            | EUA LATIN      | EUA LATIN POP  | GRE (Intern.)  | HUN            | Certificações                                                        |
| ---- | ------------------------------------- | -------------- | -------------- | -------------- | -------------- | -------------- | -------------- | -------------- | -------------------------------------------------------------------- |
| 1994 | Los Deseos De Thalía - Grandes Éxitos | —              | —              | —              | —              | —              | —              | —              |                                                                      |
| 1997 | Nandito Ako                           | —              | —              | —              | —              | —              | —              | —              | - :PARI: 3× Platina                                                  |
| 2001 | Thalía con Banda - Grandes Éxitos     | —              | 7              | 167            | 2              | —              | 1              | 17             | - :AMPROFON: Ouro - :PROMUSICAE: Platina - :RIAA: 2× Platina (Latin) |
| 2003 | Hits Remixed                          | —              | 99             | —              | 7              | 4              | 25             | —              | - :RIAA: 2× Platina (Latin)                                          |
| 2004 | Greatest Hits                         | —              | 37             | 128            | 2              | 2              | 8              | —              | - :AMPROFON: Ouro                                                    |
| 2013 | Thalía                                | —              | —              | —              | —              | —              | —              | —              |                                                                      |

### Ao Vivo
| 2009                                                                           | Primera Fila        | 1 | 32 | 198 | 4 | 2 | 6 | - :AMPROFON: 2× Diamante + Platina | - : 1,500,000 |
| 2013                                                                           | Viva Tour (En Vivo) | 5 | —  | —   | — | — | — | - :AMPROFON: Ouro                  |               |
| "—" denota títulos que não entraram nas paradas ou não foram lançados no país. |                     |   |    |     |   |   |   |                                    |               |

## Singles

### Como artista principal
| Ano                                                                            | Single                                                  | Melhores posições | Melhores posições | Melhores posições | Melhores posições | Melhores posições | Melhores posições | Melhores posições | Melhores posições | Melhores posições | Melhores posições | Certificações                                                                           | Álbum                                    |
| Ano                                                                            | Single                                                  | MEX               | BEL               | FRA               | GRE               | HUN               | SPA               | US                | Latin Songs       | Latin Pop         | US Dance          | Certificações                                                                           | Álbum                                    |
| ------------------------------------------------------------------------------ | ------------------------------------------------------- | ----------------- | ----------------- | ----------------- | ----------------- | ----------------- | ----------------- | ----------------- | ----------------- | ----------------- | ----------------- | --------------------------------------------------------------------------------------- | ---------------------------------------- |
| 1990                                                                           | "Un Pacto Entre Los Dos"                                | 16                | —                 | —                 | —                 | —                 | —                 | —                 | —                 | —                 | —                 |                                                                                         | Thalía                                   |
| 1990                                                                           | "Saliva"                                                | —                 | —                 | —                 | —                 | —                 | —                 | —                 | —                 | —                 | —                 | - :Promusicae: Ouro                                                                     | Thalía                                   |
| 1990                                                                           | "Pienso En Ti"                                          | 11                | —                 | —                 | —                 | —                 | —                 | —                 | —                 | —                 | —                 |                                                                                         | Thalía                                   |
| 1991                                                                           | "Amarillo Azul"                                         | —                 | —                 | —                 | —                 | —                 | —                 | —                 | —                 | —                 | —                 |                                                                                         | Thalía                                   |
| 1991                                                                           | "Sudor"                                                 | 9                 | —                 | —                 | —                 | —                 | —                 | —                 | —                 | —                 | —                 |                                                                                         | Mundo De Cristal                         |
| 1991                                                                           | "En La Intimidad"                                       | —                 | —                 | —                 | —                 | —                 | —                 | —                 | —                 | —                 | —                 |                                                                                         | Mundo De Cristal                         |
| 1992                                                                           | "Fuego Cruzado"                                         | 12                | —                 | —                 | —                 | —                 | —                 | —                 | —                 | —                 | —                 |                                                                                         | Mundo De Cristal                         |
| 1992                                                                           | "Te Necesito"                                           | —                 | —                 | —                 | —                 | —                 | —                 | —                 | —                 | —                 | —                 |                                                                                         | Mundo De Cristal                         |
| 1992                                                                           | "Sangre"                                                | 2                 | —                 | —                 | —                 | —                 | —                 | —                 | —                 | —                 | —                 |                                                                                         | Love                                     |
| 1992                                                                           | "María Mercedes"                                        | 11                | —                 | —                 | —                 | —                 | —                 | —                 | —                 | —                 | —                 |                                                                                         | Love                                     |
| 1993                                                                           | "Love"                                                  | 5                 | —                 | —                 | —                 | —                 | —                 | —                 | —                 | —                 | —                 |                                                                                         | Love                                     |
| 1993                                                                           | "La Vie En Rose (La Vida En Rosa)"                      | —                 | —                 | —                 | —                 | —                 | —                 | —                 | —                 | —                 | —                 |                                                                                         | Love                                     |
| 1994                                                                           | "Marimar"                                               | —                 | —                 | —                 | —                 | —                 | —                 | —                 | —                 | —                 | —                 |                                                                                         | Single - Marimar                         |
| 1995                                                                           | "Piel Morena"                                           | —                 | —                 | —                 | —                 | —                 | —                 | —                 | 7                 | 4                 | —                 |                                                                                         | En Éxtasis                               |
| 1995                                                                           | "Amándote"                                              | —                 | —                 | —                 | —                 | —                 | —                 | —                 | —                 | —                 | —                 |                                                                                         | En Éxtasis                               |
| 1995                                                                           | "Maria la del Barrío"                                   | —                 | —                 | —                 | —                 | —                 | —                 | —                 | 30                | 14                | —                 |                                                                                         | En Éxtasis                               |
| 1996                                                                           | "Quiero Hacerte El Amor"                                | —                 | —                 | —                 | —                 | —                 | —                 | —                 | —                 | —                 | —                 |                                                                                         | En Éxtasis                               |
| 1996                                                                           | "Gracias a Dios"                                        | —                 | —                 | —                 | —                 | —                 | —                 | —                 | 26                | 8                 | —                 |                                                                                         | En Éxtasis                               |
| 1996                                                                           | "Me Faltas Tú"                                          | —                 | —                 | —                 | —                 | —                 | —                 | —                 | —                 | —                 | —                 |                                                                                         | En Éxtasis                               |
| 1996                                                                           | "Lágrimas"                                              | —                 | —                 | —                 | —                 | —                 | —                 | —                 | —                 | —                 | —                 |                                                                                         | En Éxtasis                               |
| 1997                                                                           | "Nandito Ako"                                           | —                 | —                 | —                 | —                 | —                 | —                 | —                 | —                 | —                 | —                 |                                                                                         | Nandito Ako                              |
| 1997                                                                           | "Amor a la mexicana"                                    | —                 | 9                 | 11                | —                 | —                 | —                 | —                 | 6                 | 2                 | —                 | - :SNEP: Ouro                                                                           | Amor A La Mexicana                       |
| 1997                                                                           | "Viaje Tiempo Atras"                                    | —                 | —                 | —                 | —                 | —                 | —                 | —                 | —                 | —                 | —                 |                                                                                         | Anastasia: Music from the Motion Picture |
| 1997                                                                           | "Por Amor"                                              | —                 | —                 | —                 | —                 | —                 | —                 | —                 | —                 | —                 | —                 |                                                                                         | Amor A La Mexicana                       |
| 1997                                                                           | "Mujer Latina"                                          | —                 | —                 | —                 | —                 | —                 | —                 | —                 | —                 | —                 | —                 |                                                                                         | Amor A La Mexicana                       |
| 1997                                                                           | "Noches Sin Luna"                                       | —                 | —                 | —                 | —                 | —                 | —                 | —                 | —                 | —                 | —                 |                                                                                         | Amor A La Mexicana                       |
| 1998                                                                           | "Ponle Remedio"                                         | —                 | —                 | —                 | —                 | —                 | —                 | —                 | —                 | —                 | —                 |                                                                                         | Amor A La Mexicana                       |
| 1998                                                                           | "Es Tu Amor"                                            | —                 | —                 | —                 | —                 | —                 | —                 | —                 | —                 | —                 | —                 |                                                                                         | Amor A La Mexicana                       |
| 1998                                                                           | "De Dónde Soy"                                          | —                 | —                 | —                 | —                 | —                 | —                 | —                 | —                 | —                 | —                 |                                                                                         | Amor A La Mexicana                       |
| 1998                                                                           | "Dicen Por Ahí"                                         | —                 | —                 | —                 | —                 | —                 | —                 | —                 | —                 | —                 | —                 |                                                                                         | Amor A La Mexicana                       |
| 1998                                                                           | "Echa Pa'Lante"                                         | —                 | —                 | —                 | —                 | —                 | —                 | —                 | —                 | —                 | —                 |                                                                                         | Amor A La Mexicana                       |
| 2000                                                                           | "Entre el mar y una estrella"                           | —                 | —                 | —                 | 1                 | —                 | —                 | 102               | 1                 | 1                 | —                 |                                                                                         | Arrasando                                |
| 2000                                                                           | "Regresa A Mí"                                          | —                 | —                 | —                 | —                 | —                 | —                 | —                 | 19                | 12                | —                 |                                                                                         | Arrasando                                |
| 2000                                                                           | "It's My Party" / "Arrasando"2                          | —                 | —                 | —                 | 7                 | —                 | —                 | —                 | —                 | 25                | —                 |                                                                                         | Arrasando                                |
| 2000                                                                           | "Menta Y Canela"5                                       | —                 | —                 | —                 | —                 | —                 | —                 | —                 | —                 | —                 | —                 |                                                                                         | Arrasando                                |
| 2000                                                                           | "Rosalinda"                                             | —                 | —                 | —                 | —                 | —                 | —                 | —                 | 46                | 23                | —                 |                                                                                         | Arrasando                                |
| 2000                                                                           | "Reencarnación"                                         | —                 | —                 | —                 | —                 | —                 | —                 | —                 | 30                | 17                | —                 |                                                                                         | Arrasando                                |
| 2000                                                                           | "Arrasado" (Versión Banda)                              | —                 | —                 | —                 | —                 | —                 | —                 | —                 | —                 | —                 | —                 |                                                                                         | Con Banda: Grandes Éxitos                |
| 2001                                                                           | "Amor A La Mexicana" (Banda Version)                    | —                 | —                 | —                 | —                 | —                 | —                 | —                 | —                 | —                 | —                 |                                                                                         | Con Banda: Grandes Éxitos                |
| 2001                                                                           | "Piel Morena" (Con Banda)                               | —                 | —                 | —                 | —                 | —                 | —                 | —                 | —                 | —                 | —                 |                                                                                         | Con Banda: Grandes Éxitos                |
| 2001                                                                           | "La Revancha"                                           | —                 | —                 | —                 | —                 | —                 | —                 | —                 | —                 | —                 | —                 |                                                                                         | Con Banda: Grandes Éxitos                |
| 2002                                                                           | "Tú Y Yo" / "Tú Y Yo" (Cumbia Remix) (com Kumbia Kings) | —                 | —                 | —                 | 31                | —                 | 17                | 107               | 1                 | 4                 | —                 |                                                                                         | Thalía                                   |
| 2002                                                                           | "No Me Enseñaste"                                       | —                 | —                 | —                 | —                 | —                 | —                 | 103               | 1                 | 3                 | —                 |                                                                                         | Thalía                                   |
| 2002                                                                           | "¿A Quién Le Importa?"                                  | —                 | —                 | —                 | —                 | —                 | —                 | —                 | 9                 | 6                 | —                 |                                                                                         | Thalía                                   |
| 2002                                                                           | "Dance, Dance (The Mexican)"                            | —                 | —                 | —                 | 10                | —                 | —                 | —                 | —                 | —                 | 6                 |                                                                                         | Thalía                                   |
| 2003                                                                           | "I Want You" / "Me Pones Sexy" (com Fat Joe)            | —                 | —                 | —                 | 25                | 6                 | —                 | 22                | 9                 | 9                 | 27                |                                                                                         | Thalía (Inglês)                          |
| 2003                                                                           | "Baby, I'm In Love" / "Alguien Real"                    | —                 | —                 | —                 | 45                | —                 | 20                | —                 | —                 | —                 | 12                |                                                                                         | Thalía (Inglês)                          |
| 2003                                                                           | "Don't Look Back"                                       | —                 | —                 | —                 | —                 | —                 | —                 | —                 | —                 | —                 | 9                 |                                                                                         | Thalía (Inglês)                          |
| 2003                                                                           | "Closer To You" / "Cerca De Ti"                         | —                 | —                 | —                 | —                 | —                 | —                 | 104               | 1                 | 3                 | —                 |                                                                                         | Thalía (Inglês)                          |
| 2004                                                                           | "Acción Y Reacción"                                     | —                 | —                 | —                 | —                 | —                 | —                 | —                 | —                 | —                 | —                 |                                                                                         | Greatest Hits                            |
| 2005                                                                           | "You Know He Never Loved You" / "Amar Sin Ser Amada"    | —                 | —                 | —                 | —                 | —                 | —                 | 107               | 2                 | 7                 | —                 |                                                                                         | El Sexto Sentido (e Re+Loaded Edition)   |
| 2005                                                                           | "Un Alma Sentenciada"                                   | —                 | —                 | —                 | —                 | —                 | —                 | —                 | 13                | 11                | 37                |                                                                                         | El Sexto Sentido (e Re+Loaded Edition)   |
| 2006                                                                           | "Seducción"                                             | —                 | —                 | —                 | —                 | —                 | —                 | —                 | 32                | 14                | —                 |                                                                                         | El Sexto Sentido (e Re+Loaded Edition)   |
| 2006                                                                           | "Cantando Por Un Sueño" 3                               | —                 | —                 | —                 | —                 | —                 | —                 | —                 | —                 | —                 | —                 |                                                                                         | El Sexto Sentido (e Re+Loaded Edition)   |
| 2006                                                                           | "Olvídame" 4                                            | —                 | —                 | —                 | —                 | —                 | —                 | —                 | —                 | —                 | —                 |                                                                                         | El Sexto Sentido (e Re+Loaded Edition)   |
| 2006                                                                           | "No, No, No" (com Romeo Santos)                         | —                 | —                 | —                 | —                 | —                 | —                 | 119               | 4                 | 4                 | —                 |                                                                                         | El Sexto Sentido (e Re+Loaded Edition)   |
| 2008                                                                           | "Ten Paciencia"                                         | —                 | —                 | —                 | —                 | —                 | —                 | —                 | 39                | 24                | —                 |                                                                                         | Lunada                                   |
| 2009                                                                           | "Equivocada"                                            | 1                 | —                 | —                 | —                 | —                 | —                 | —                 | 8                 | 2                 | —                 | - :AMPROFON: Ouro                                                                       | Primera Fila                             |
| 2010                                                                           | "Que Será de Ti"                                        | 2                 | —                 | —                 | —                 | —                 | —                 | —                 | 35                | 13                | —                 | - :AMPROFON: Platina                                                                    | Primera Fila                             |
| 2010                                                                           | "Estoy Enamorado" (com Pedro Capó)                      | 1                 | —                 | —                 | —                 | —                 | —                 | —                 | 28                | 6                 | —                 | - :AMPROFON: Platina                                                                    | Primera Fila                             |
| 2010                                                                           | "Enséñame A Vivir"                                      | —                 | —                 | —                 | —                 | —                 | —                 | —                 | —                 | —                 | —                 |                                                                                         | Primera Fila                             |
| 2011                                                                           | "El Próximo Viernes"                                    | —                 | —                 | —                 | —                 | —                 | —                 | —                 | —                 | —                 | —                 | - :AMPROFON: Platina                                                                    | Primera Fila                             |
| 2012                                                                           | "Manias"                                                | 4                 | —                 | —                 | —                 | —                 | —                 | —                 | 26                | 14                | —                 | - :AMPROFON: Platina                                                                    | Habitame Siempre                         |
| 2013                                                                           | "Te Perdiste Mi Amor" (com Prince Royce)                | 6                 | —                 | —                 | —                 | —                 | —                 | 110               | 4                 | 3                 | —                 | - :AMPROFON: Platina + Ouro                                                             | Habitame Siempre                         |
| 2013                                                                           | "La Apuesta" (com Erik Rubín)                           | 11                | —                 | —                 | —                 | —                 | —                 | —                 | —                 | —                 | —                 | - :AMPROFON: Platina                                                                    | Habitame Siempre                         |
| 2014                                                                           | "Estou Apaixonado" (com Daniel) 5                       | —                 | —                 | —                 | —                 | —                 | —                 | —                 | —                 | —                 | —                 |                                                                                         | Thalía (álbum brasileiro)                |
| 2014                                                                           | "Vamos A Jugar"                                         | —                 | —                 | —                 | —                 | —                 | —                 | —                 | —                 | —                 | —                 |                                                                                         | Viva Kids, Vol. 1                        |
| 2014                                                                           | "Por Lo Que Reste De Vida"                              | 3                 | —                 | —                 | —                 | —                 | —                 | —                 | 50                | 19                | —                 |                                                                                         | Amore Mio                                |
| 2015                                                                           | "Como Tú No Hay Dos" (com Becky G)                      | —                 | —                 | —                 | —                 | —                 | —                 | —                 | —                 | 20                | —                 |                                                                                         | Amore Mio                                |
| 2015                                                                           | "Amore Mio" 3                                           | 16                | —                 | —                 | —                 | —                 | —                 | —                 | —                 | —                 | —                 |                                                                                         | Amore Mio                                |
| 2015                                                                           | "Sólo Parecía Amor" 3                                   | —                 | —                 | —                 | —                 | —                 | —                 | —                 | —                 | —                 | —                 |                                                                                         | Amore Mio                                |
| 2016                                                                           | "Desde Esa Noche" (com Maluma)                          | 3                 | —                 | —                 | —                 | —                 | 22                | —                 | 16                | 4                 | —                 | - :AMPROFON: Diamante - :PMB: Platina - :Promusicae: Platina - :RIAA: 2× Platina        | Latina                                   |
| 2016                                                                           | "Vuélveme a querer"                                     | 6                 | —                 | —                 | —                 | —                 | —                 | —                 | —                 | 20                | —                 | - :AMPROFON: Ouro                                                                       | Latina                                   |
| 2016                                                                           | "Todavía Te Quiero" (com De La Ghetto)                  | —                 | —                 | —                 | —                 | —                 | —                 | —                 | —                 | 32                | —                 |                                                                                         | Latina                                   |
| 2018                                                                           | "No me acuerdo" (com Natti Natasha)                     | 1                 | —                 | —                 | —                 | —                 | 5                 | —                 | 14                | 8                 | —                 | - :AMPROFON: Platina + Ouro - :PMB: Ouro - :Promusicae: 2× Platina - :RIAA: 14× Platina | Valiente                                 |
| 2018                                                                           | "Me Oyen, Me Escuchan"                                  | —                 | —                 | —                 | —                 | —                 | —                 | —                 | —                 | —                 | —                 |                                                                                         | Valiente                                 |
| 2018                                                                           | "Lento" (com Gente de Zona)                             | —                 | —                 | —                 | —                 | 17                | 88                | —                 | —                 | —                 | —                 |                                                                                         | Valiente                                 |
| 2019                                                                           | "Lindo Pero Bruto"                                      | —                 | —                 | —                 | —                 | —                 | —                 | —                 | —                 | 32                | —                 | - :AMPROFON: Platina - :RIAA: Ouro (latino)                                             | Valiente                                 |
| 2019                                                                           | "Qué Ironía" (com Carlos Rivera)                        | —                 | —                 | —                 | —                 | —                 | —                 | —                 | —                 | —                 | —                 |                                                                                         | Valiente                                 |
| 2019                                                                           | "Ahí" (com \|Ana Mena)                                  | —                 | —                 | —                 | —                 | —                 | —                 | —                 | —                 | —                 | —                 |                                                                                         | Valiente                                 |
| 2019                                                                           | "Vikingo"                                               | —                 | —                 | —                 | —                 | —                 | —                 | —                 | —                 | —                 | —                 |                                                                                         | Valiente                                 |
| 2020                                                                           | "Ya Tú Me Conoces" (com Mau y Ricku)                    | 34                | —                 | —                 | —                 | —                 | —                 | —                 | —                 | 30                | —                 |                                                                                         | Desamorfosis                             |
| 2020                                                                           | "Lo Siento Mucho" (com Río Roma)                        | 4                 | —                 | —                 | —                 | —                 | —                 | —                 | —                 | —                 | —                 | - :AMPROFON: Ouro                                                                       | Rojo                                     |
| 2020                                                                           | "Tímida" (com Pabllo Vittar)                            | —                 | —                 | —                 | —                 | —                 | —                 | —                 | —                 | —                 | —                 | - :PMB: Platina                                                                         | 111 / I Am Pabllo                        |
| 2020                                                                           | "Mi No Cumpleaños"                                      | —                 | —                 | —                 | —                 | —                 | —                 | —                 | —                 | —                 | —                 |                                                                                         | Viva Kids Vol. 2                         |
| 2020                                                                           | "Estoy Soltera" (com Leslie Shaw e Farina)              | 11                | —                 | —                 | —                 | —                 | —                 | —                 | —                 | —                 | —                 |                                                                                         | Yo soy Leslie Shaw                       |
| 2020                                                                           | "La Luz" (com Myke Towers)                              | —                 | —                 | —                 | —                 | —                 | —                 | —                 | —                 | 17                | —                 |                                                                                         | Desamorfosis                             |
| 2020                                                                           | "Ten Cuidao" (com Farina)                               | —                 | —                 | —                 | —                 | —                 | —                 | —                 | —                 | —                 | —                 |                                                                                         |                                          |
| 2020                                                                           | "Tick Tock" (com Sofía Reyes e Farina)                  | —                 | —                 | —                 | —                 | —                 | —                 | —                 | —                 | 17                | —                 |                                                                                         | Desamorfosis                             |
| 2020                                                                           | "Feliz Navidad"                                         | —                 | —                 | —                 | —                 | —                 | —                 | —                 | —                 | —                 | —                 |                                                                                         |                                          |
| 2021                                                                           | "Mojito"                                                | —                 | —                 | —                 | —                 | —                 | —                 | —                 | —                 | 18                | —                 |                                                                                         | Desamorfosis                             |
| 2021                                                                           | "Eres Mío"                                              | —                 | —                 | —                 | —                 | —                 | —                 | —                 | —                 | —                 | —                 |                                                                                         | Desamorfosis                             |
| 2021                                                                           | "Cancelado"                                             | —                 | —                 | —                 | —                 | —                 | —                 | —                 | —                 | —                 | —                 |                                                                                         | Desamorfosis                             |
| "—" denota títulos que não entraram nas paradas ou não foram lançados no país. |                                                         |                   |                   |                   |                   |                   |                   |                   |                   |                   |                   |                                                                                         |                                          |

- 1 Apenas lançado em Espanha
- 2  Lançado na Europa como "It's my party"
- 3 Apenas lançado no México
- 4  Apenas lançado no México e na Argentina
- 5 Apenas lançado no Brasil

### Como artista convidada
| Ano  | canção                                                | Maiores posições | Maiores posições       | Maiores posições           | Álbum                    |
| Ano  | canção                                                | HUN              | México Español Airplay | US Latin Pop Digital Songs | Álbum                    |
| ---- | ----------------------------------------------------- | ---------------- | ---------------------- | -------------------------- | ------------------------ |
| 2005 | "Amor Prohibido"                                      | —                | —                      | —                          | Selena ¡VIVE!            |
| 2010 | "Love Me Tender" (dueto com Elvis Presley)            | —                | —                      | —                          | Viva Elvis               |
| 2010 | "De Qué Manera Te Olvido" (dueto com Rocío Dúrcal)    | —                | —                      | —                          | Una Estrella En El Cielo |
| 2011 | "Mis Deseos/Feliz Navidad" (Michael Bublé com Thalía) | 27               | —                      | —                          | Christmas                |
| 2012 | "The Way You Look Tonight" (dueto com Tony Bennett)   | —                | —                      | —                          | Viva Duets               |
| 2013 | "Cuando nadie me ve"                                  | —                | —                      | —                          | Y Si Fueran Ellas        |
| 2014 | "Sino a ti" (Laura Pausini com Thalía)                | —                | 34                     | 18                         | 20 - The Greatest Hits   |
| 2017 | "Todo Me Gusta" (Carlos Vives com Thalía)             | —                | —                      | —                          | Vives                    |
| 2017 | "Triángulo" (Los Baby's com Thalía)                   | —                | —                      | —                          | Tributo a Los Baby's     |
| 2020 | "Color Esperanza" (Diego Torres e vários artistas)    | —                | —                      | —                          |                          |
| 2020 | "Pa' La Cultura" (David Guetta com vários artistas)   | —                | —                      | —                          |                          |

### Singles promocionais
| Ano  | Canção                                     | Álbum            |
| ---- | ------------------------------------------ | ---------------- |
| 2008 | "Será Porque Te Amo"                       | Lunada           |
| 2012 | "Atmósfera"                                | Habitame Siempre |
| 2013 | "CHUPIE (The Binky That Returned To Home)" | VIVA KIDS Vol,1  |
| 2014 | "Tú Y Yo (Amore Mio Version)"              | Amore Mio        |
| 2014 | "Cerveza En Mexico"                        | Amore Mio        |

## Álbuns de vídeo

### Compilações de Vídeos Musicais
- Greatest Hits Videos (2004) -lançado em EMI Music

- Grandes Éxitos  (2004) -lançado em Fonovisa Univision Music Group México

### DVDs de shows
- Thalia Legado Musical (2006) -lançado em Fonovisa Univision Music Group México
- Primera Fila (2009) -lançado em Sony Music Latin
- Habitame Siempre (2012) -lançado em Sony Music Latin
- Viva Tour (En Vivo) (2013) -lançado em Sony Music Latin

### Conjuntos de caixas
- La Historia (2010) -lançado em Universal Records

## Vídeos musicais
| Ano  | Vídeo                                                     | Diretor                                 | Álbum                             |
| ---- | --------------------------------------------------------- | --------------------------------------- | --------------------------------- |
| 1990 | Un Pacto Entre Los Dos                                    | Benny Corral                            | Thalía                            |
| 1990 | Saliva                                                    | Benny Corral                            | Thalía                            |
| 1990 | Pienso En Ti¹                                             | -                                       | Thalía                            |
| 1991 | Amarillo Azul¹                                            | -                                       | Thalía                            |
| 1991 | Sudor¹                                                    | -                                       | Mundo de cristal                  |
| 1991 | En La Intimidad                                           | Carlos Somonte                          | Mundo de cristal                  |
| 1991 | En La Intimidad ("Siempre En Domingo" Beach Version)¹     | -                                       | Mundo de cristal                  |
| 1992 | Te Necesito¹                                              | -                                       | Mundo de cristal                  |
| 1992 | Fuego Cruzado                                             | L. Hernandez                            | Mundo de cristal                  |
| 1992 | Fuego Cruzado ("Siempre En Domingo" Horse Version)¹       | -                                       | Mundo de cristal                  |
| 1992 | Sangre                                                    | -                                       | Love                              |
| 1992 | María Mercedes                                            | Beatriz Sheridan                        | Love                              |
| 1992 | Love                                                      | -                                       | Love                              |
| 1992 | Love (Waterfall Version)¹                                 | -                                       | Love                              |
| 1992 | La Vie En Rose (La Vida En Rosa)                          | -                                       | Love                              |
| 1992 | El Bronceador                                             | -                                       | Love                              |
| 1992 | El Bronceador (Pool Version)¹                             | -                                       | Love                              |
| 1992 | El Día Del Amor                                           | -                                       | Love                              |
| 1992 | No Trates De Engañarme                                    | -                                       | Love                              |
| 1992 | Déjame Escapar                                            | -                                       | Love                              |
| 1992 | Flor De Juventud                                          | -                                       | Love                              |
| 1992 | Sangre (Segunda versão)                                   | -                                       | Love                              |
| 1994 | Marimar                                                   | -                                       | Single - Marimar                  |
| 1995 | Piel Morena                                               | Daniel Gruener                          | En Éxtasis                        |
| 1995 | Amándote                                                  | Peter Begman                            | En Éxtasis                        |
| 1995 | María la del barrio                                       | Beatriz Sheridan                        | En Éxtasis                        |
| 1995 | Quiero Hacerte El Amor¹                                   | -                                       | En Éxtasis                        |
| 1996 | Gracias a Dios                                            | Benny Corral                            | En Éxtasis                        |
| 1996 | Lágrimas¹                                                 | -                                       | En Éxtasis                        |
| 1997 | Nandito Ako                                               | -                                       | Nandito Ako                       |
| 1997 | Amor a la mexicana                                        | Benny Corral                            | Amor A La Mexicana                |
| 1997 | Viaje Tiempo Atrás                                        | Don Bluth                               | Anastasia                         |
| 1997 | Por Amor / Por Amor (Remix)                               | Gustavo Garzón                          | Amor A La Mexicana                |
| 1998 | Mujer Latina                                              | Gustavo Garzón                          | Amor A La Mexicana                |
| 1998 | Mujer Latina (Versão europeia)                            | -                                       | Amor A La Mexicana                |
| 1998 | Amor A La Mexicana (Remix europeio)                       | -                                       | Amor A La Mexicana                |
| 2000 | Entre el mar y una estrella                               | Simon Brand                             | Arrasando                         |
| 2000 | Regresa a mí                                              | Simon Brand                             | Arrasando                         |
| 2000 | Arrasando                                                 | Simon Brand                             | Arrasando                         |
| 2000 | Rosalinda                                                 | Beatriz Sheridan                        | Arrasando                         |
| 2001 | Reencarnación                                             | Emilio Estefan                          | Arrasando                         |
| 2001 | Amor A La Mexicana (Emilio Banda Remix)                   | Emilio Estefan                          | Thalía con banda - Grandes éxitos |
| 2002 | Tú Y Yo                                                   | Antii Jokinen                           | Thalía                            |
| 2002 | Tú Y Yo (Versão cúmbia) (com Kumbia Kings)                | Leche, Antii Jokinen                    | Thalía                            |
| 2002 | No Me Enseñaste                                           | Antii Jokinen                           | Thalía                            |
| 2002 | Y Seguir¹                                                 | -                                       | Thalía                            |
| 2003 | ¿A Quién Le Importa?                                      | Jeb Brien                               | Thalía                            |
| 2003 | I Want You / Me Pones Sexy (com Fat Joe)                  | Dave Meyers                             | Thalía (Inglês)                   |
| 2003 | Baby I'm In Love / Alguien Real                           | Antii Jokinen                           | Thalía (Inglês)                   |
| 2004 | Cerca De Ti                                               | Jeb Brien                               | Thalía (Inglês)                   |
| 2004 | Acción Y Reacción                                         | -                                       | Greatest Hits                     |
| 2005 | Amar Sin Ser Amada / You Know He Never Loved You          | Jeb Brien                               | El Sexto Sentido                  |
| 2005 | Un Alma Sentenciada                                       | Jeb Brien                               | El Sexto Sentido                  |
| 2006 | Seducción                                                 | Jeb Brien                               | El Sexto Sentido                  |
| 2006 | Cantando por un sueño                                     | Jeb Brien                               | El Sexto Sentido: Re+Loaded       |
| 2006 | Olvídame                                                  | Thalía                                  | El Sexto Sentido: Re+Loaded       |
| 2006 | No, No, No (com Romeo Santos)                             | -                                       | El Sexto Sentido: Re+Loaded       |
| 2008 | Ten Paciencia                                             | Emilio Estefan                          | Lunada                            |
| 2009 | Equivocada                                                | Nahuel Lerena                           | Primera Fila                      |
| 2010 | Qué Será De Ti                                            | Nahuel Lerena                           | Primera Fila                      |
| 2010 | Con La Duda (com Joan Sebastian)                          | Nahuel Lerena                           | Primera Fila                      |
| 2010 | Estoy Enamorado (com Pedro Capó)                          | Nahuel Lerena                           | Primera Fila                      |
| 2010 | Enseñame A Vivir (iTunes Plus Version)                    | Nahuel Lerena                           | Primera Fila                      |
| 2010 | Enseñame A Vivir                                          | -                                       | Primera Fila                      |
| 2011 | El Próximo Viernes                                        | -                                       | Primera Fila                      |
| 2012 | The Way You Look Tonight (com Tony Bennett)               | -                                       | Viva Duets                        |
| 2012 | Manias (Letra do vídeo)                                   | Ruslan Shakirov                         | Habitame Siempre                  |
| 2012 | Manías (versão estúdio)                                   | -                                       | Habitame Siempre                  |
| 2012 | Manías                                                    | Bruce Gowers                            | Habitame Siempre                  |
| 2013 | Habítame Siempre                                          | Bruce Gowers                            | Habitame Siempre                  |
| 2013 | Me Dedique A Perderte (com Leonel Garcia)                 | -                                       | Todas Mías                        |
| 2013 | Te Perdiste Mi Amor (com Prince Royce)                    | Bruce Gowers, Emilio Estefan            | Habitame Siempre                  |
| 2013 | La Apuesta (Hammerstein Concert Version) (com Erik Rubín) | Bruce Gowers                            | Habitame Siempre                  |
| 2013 | La Apuesta (featuring Erik Rubín)                         | Diego Álvarez                           | Habitame Siempre                  |
| 2014 | Estou Apaixonado (com Daniel)                             | Thalía                                  | Thalía (versão Brasil)            |
| 2014 | Tema De Chupi                                             | -                                       | ViVA KiDS, volumen 1              |
| 2014 | Vamos A Jugar (Letras do vídeo)                           | -                                       | ViVA KiDS, volumen 1              |
| 2014 | Vamos A Jugar                                             | -                                       | ViVA KiDS, volumen 1              |
| 2014 | El Piojo Y La Pulga                                       | -                                       | ViVA KiDS, volumen 1              |
| 2014 | El Garabato Colorado                                      | -                                       | ViVA KiDS, volumen 1              |
| 2014 | La Risa De Las Vocales                                    | -                                       | ViVA KiDS, volumen 1              |
| 2014 | Caballo De Palo                                           | -                                       | ViVA KiDS, volumen 1              |
| 2014 | En Un Bosque De La China                                  | -                                       | ViVA KiDS, volumen 1              |
| 2014 | Sugar Rush                                                | -                                       | ViVA KiDS, volumen 1              |
| 2014 | Las Mañanitas                                             | -                                       | ViVA KiDS, volumen 1              |
| 2014 | Osito Carpintero                                          | -                                       | ViVA KiDS, volumen 1              |
| 2014 | Estrellita                                                | -                                       | ViVA KiDS, volumen 1              |
| 2014 | Sino A Ti (com Laura Pausini)                             | Leandro Manuel Emede and Nicolo Cerioni | 20 – The Greatest Hits            |
| 2014 | Por Lo Que Reste De Vida                                  | Leandro Manuel Emede & Nicolo Cerioni   | Amore Mio                         |
| 2015 | Como Tú No Hay Dos (part. Becky G)                        | Hannah Lux Davis                        | Amore Mio                         |
| 2015 | Sólo Parecía Amor                                         | Hannah Lux Davis                        | Amore Mio                         |
| 2016 | Desde Esa Noche (part. Maluma)                            | Carlos Perez                            | Latina                            |
| 2016 | Vuelveme a Querer                                         | Gustavo Garzón                          | Latina                            |
| 2016 | Todavía Te Quiero                                         | Bruno Scopazzo                          | Latina                            |
| 2018 | "No Me Acuerdo" (part. Natti Natasha)                     | Daniel Duran                            | Valiente                          |
| 2018 | "Lento" (part. Gente de Zona)                             | Santiago Salviche                       | Valiente                          |

¹Alguns vídeos de música foram feitos para aparições especiais de TV